# Acedre
Acedre (llamada oficialmente San Romao de Acedre) es una parroquia y una aldea española del municipio de Pantón, en la provincia de Lugo, Galicia.

## Otras denominaciones
La parroquia también es conocida por el nombre de San Román de Acedre.

## Organización territorial
La parroquia está formada por ocho entidades de población, constando seis de ellas en el nomenclátor del Instituto Nacional de Estadística español:
- Abelaira (A Abelaira)
- Acedre
- Adegas (As Adegas)
- Budián
- Cima de Vila
- Cotillón (O Cotillón)
- Oseira (A Oseira)
- San Román (San Romao)

## Demografía

### Parroquia
| Gráfica de evolución demográfica de Acedre (parroquia) entre 2000 y 2020 |
|                                                                          |
| Datos según el nomenclátor publicado por el INE.                         |

### Aldea
| Gráfica de evolución demográfica de Acedre (aldea) entre 2000 y 2020 |
|                                                                      |
| Datos según el nomenclátor publicado por el INE.                     |